# Парижские тайны (фильм)
«Парижские тайны» (фр. Les mystères de Paris) — французский кинофильм с Жаном Маре в главной роли. Вольная экранизация одноимённого романа Эжена Сю, покорившего в 1840-е гг. всю Европу.

## Сюжет
Главный герой фильма — маркиз Родольф де Самбрёй, которого играет Жан Маре. Ему противостоит злодей барон де Лансиньяк. У Родольфа есть подруга Ирэн, которая несколько колеблется между честным, но не сказочно богатым Родольфом и бесчестным Лансиньяком.
Однажды, участвуя в уличной гонке на каретах, Родольф наезжает на старого бедняка. Бедняк оказывается жив и говорит, что не пострадал. Родольф даёт ему свой кошелёк с деньгами. В дальнейшем бедняк умирает, и его вдове с юной дочерью Мари не на что жить. В поисках работы Мари пропадает. В деле замешана злая «Сова» — владелица ночного притона. Родольф переодевается простолюдином и отправляется на «дно» Парижа, пытается разыскать и спасти девушку, попадая в различные неприятности — козни ему чинят Лансиньяк, «Сова» и их помощники-бандиты.

## В ролях
- Жан Маре — маркиз Родольф де Самбрёй (советский дубляж — Алексей Консовский)
- Джилл Хоуорт — Мари Годен (советский дубляж — Роза Макагонова)
- Дани Робен — Ирэн (советский дубляж — Нина Зорская)
- Раймон Пеллегрен — барон де Лансиньяк (советский дубляж — Владимир Кенигсон)
- Пьер Монди — «Смутьян» (советский дубляж — Юрий Саранцев)
- Ноэль Роквер — Пипле (советский дубляж — Сергей Цейц)
- Жорж Шамара — Жером (советский дубляж — Сергей Мартинсон)
- Ален Декок — Фанфан (советский дубляж — Владимир Прокофьев)
- Рене Гарде — «Сова» (советский дубляж — Елена Понсова)
- Жан Ле Пулен — «Учитель» (советский дубляж — Ян Янакиев)
- Мадлен Барбюле — мадам Годен, мать Мари
- Ги Делорм — инспектор полиции (советский дубляж — Феликс Яворский)

## Прокат в СССР
- В 1964 году фильм вышел в кинопрокате СССР и его посмотрели 37,4 млн человек.[1]